# 六门礁
六门礁，越南称速珊礁，西方文献称为 Alison Reef，中国渔民俗称六门沙或六门，是一座位于南中国海南沙群岛中的环礁，位于毕生礁东南约12海里。环礁呈椭圆形，东西长约20公里，南北宽约7.4公里，因环礁有六个大小不等的礁门，故名。
1988年被越南侵占，经过几次扩建，现有三座礁堡。中国称对其拥有主权。
2012年7月3日，中国海监编队抵近六门礁进行观察，并喊话宣誓主权。